# Новокрасинский сельсовет
Новокра́синский сельсове́т — муниципальное образование в составе Володарского района Астраханской области, Российская Федерация. Административный центр — село Новокрасное.
Сельсовет был образован 25 ноября 1996 года решением сессии депутатов Совета с административным центром в селе Новокрасное.

## Географическое положение
Территория расположена на северо-востоке в границах Володарского района. Общая площадь МО «Новокрасинский сельсовет» составляет 45737 га. Граничит с МО «Марфинский сельсовет», МО «Калининский сельсовет», МО «Козловский сельсовет», МО «Красноярский район», республикой Казахстан.

## Население
| 2010 | 2012 | 2013 | 2014 | 2015 | 2016 | 2017 |
| ---- | ---- | ---- | ---- | ---- | ---- | ---- |
| 577  | ↘575 | ↘565 | ↘554 | ↗555 | ↘552 | ↘540 |
| 2018 | 2019 | 2020 | 2021 |      |      |      |
| ↘530 | ↘523 | ↘510 | ↘449 |      |      |      |

| Национальность | Численность (2010) | Процент |
| -------------- | ------------------ | ------- |
| Русские        | 296                | 52%     |
| Казахи         | 264                | 46,4%   |
| Татары         | 5                  | 0,9     |
| Не указана     | 4                  | 0,7%    |
| Всего          | 569                | 100%    |

## Состав
Численность населения МО «Новокрасинский сельсовет» на 01.01.2011 года составляла 545 жителей, из них мужчин — 288, женщин — 277.
В состав поселения входят следующие населённые пункты:
| Населённый пункт   | Население, человек (2011) |
| ------------------ | ------------------------- |
| Новокрасное, село  | 272                       |
| Новомаячное, село  | 135                       |
| Конный Могой, село | 138                       |

## Хозяйство
Розничную торговлю через сеть магазинов осуществляют 4 предпринимателя.

## Социальная сфера
В сельсовете функционируют детский сад «Лучик», МОУ «Новокрасинская ООШ», фельдшерско-акушерский пункт, почта.